# Jose María San Sebastián
José Maria San Sebastián Zubillaga «Latxaga» (Sant Sebastià, 1933 - Estella-Lizarra, 2008) fou un religiós, antropòleg, lingüista i escriptor en castellà i basc. Rep el nom del caseriu on va néixer, al barri d'Egia.

## Biografia
Va ser ordenat sacerdot a Notre Dâme de París el 1958. Es doctora en Teologia a l'Institut Catòlic de París el 1976. Doctorat en Antropologia (Escola d'Alts Estudis de París el 1979) i en Lingüística (Sorbona de 1983). Després va residir als Estats Units i Mèxic. Es va oposar a l'adopció del model d'euskera batua. Ha publicat nombrosos articles a revistes com Herria, i Zeruko Argia. Des del 1997 coordina les col·laboraciones en basc al Diario de Navarra.

## Obres
- Sistemas de Educación en los Seminarios, 1964
- Aralarko San Miguel, 1973
- Naparroa Euskal Arrobia, 1973
- Errioxako San Millan 1974
- Orexa Etnografia Aldetik, 1975
- Jakara Oñez Naparroan Zear 1976
- Arkaitzetako Bisigotiko Baselisak Araban, 1976
- Eglise Particulière et Minorités Ethniques, 1978
- Minorités Nationales et Liturgie Romaine, 1979
- La Comunidad Hispana en la Iglesia Católica de USA, 1979
- Iglesias Particulares y Grupos Etnicos, 1981
- El Pueblo Hispano en USA, 1982
- Euskalerriko Sinodua 1984
- Acto para la Noche Buena de Pedro Ignacio de Barrutia, 1984
- El Sínodo del País Vasco 1990
- La Misión de Nuestra Señora de Guadalupe del Paso del Norte en Ciudad Juárez Chih., 1991
- La representación del tiempo en el verbo vasco 1994
- Euskal Sena, Sendoa argitaletxea, 1999.